# Louis Alexandre Andrault de Langéron
Grof Louis Alexandre Andrault de Langéron (rusko Александр Фёдорович Ланжерон), ruski general, * 1763, † 1831.
Bil je eden izmed pomembnejših generalov, ki so se borili med Napoleonovo invazijo na Rusijo; posledično je bil njegov portret dodan v Vojaško galerijo Zimskega dvorca.
Sprva častnik francoske kraljeve vojske je ob francoski revoluciji emigriral na Nizozemsko in nato v Rusijo.

## Življenje
Pri 15. letih je vstopil v francosko vojsko in se udeležil kampanje v Santo Domingu (1782-83). Leta 1786 je bil povišan v podpolkovnika Medockega polka in čez dve leti je postal polkovnik Armagnaškega polka. 
Kot rojalist je ob francoski revoluciji zapustil Francijo in leta 1790 je kot polkovnik vstopil v Sibirski grenadirski polk. Odlikoval se je v vojni s Švedsko in Osmanskim cesarstvom. Potem mu je dodeljen dopust, da se je lahko pridružil francoski emigrantski vojski. Po vrnitvi v Rusijo je bil kot opazovalec pri avstrijski vojski poslan na Nizozemsko. 
Leta 1796 je postal brigadni poveljnik in naslednjo leto je bil povišan v generalmajorja ter leta 1798 še v generalporočnika. 
Po neuspešnim delovanju med bitko pri Austerlitzu je bil za kazen poslan v Odeso, nato pa je leta 1815 postal guverner Nove Rusije. V času njegovega guvernatorstva je bila ustanovljen Odeški botanični vrt in zgrajen Primorski bulevar; leta 1819 je bila Odesa razglašena še za odprto pristanišče.
V letih 1806-11 se je bojeval proti Osmanskemu cesarstvu ; za zasluge je bil povišan v generala pehote. Leta 1812 je postal poveljnik korpusa v Donavski armadi, s katerim se je udeležil bojev proti Francozom. Leta 1814 je postal poveljnik 4. in 6. korpusa, ki sta bila nastanjena na Vlaškem.
Po Napoleonovih vojnah je postal vojaški guverner Hersona in Odese, vrhovni poveljnik buških in črnomorskih kozakov in guverner Jekaterinoslava, Hersona in Krima. Zaradi slabega zdravja je bil leta 1823 razrešen položajev; naslednji dve leti je nato potoval po Franciji. 
Po decembrskem uporu je bil imenovan za poveljnika vojaškega sodišča. V aktivno vojaško službo je bil ponovno sprejet za rusko-osmansko vojno (1828-29).